# Kasia Rejzner
Kasia Rejzner (* 1985 in Krakau, mit vollem Namen Katarzyna Anna Rejzner) ist eine polnische Physikerin, Mathematikerin und Hochschullehrerin. Sie ist Professorin für Mathematik an der University of York und forscht auf dem Gebiet der Mathematischen Physik.

## Biografie
Rejzner schloss ihr Studium der Physik an der Jagiellonen-Universität in Krakau 2009 mit dem Master ab. Sie promovierte 2011 an der Universität Hamburg und dem DESY beim Betreuer Klaus Fredenhagen mit dem Thema Batalin-Vilkovisky formalism in locally covariant field theory. Nach Post-Doc-Stellen in Hamburg und an der Universität Tor Vergata in Rom wurde sie 2013 auf eine Professur für Mathematik an der University of York berufen.
Parallel dazu absolvierte sie 2016 und 2017 als Emmy Noether Visiting Fellow drei Forschungsaufenthalte am Perimeter Institute for Theoretical Physics in Kanada und ist dort weiterhin Visiting Fellow.
2024 wurde sie für die Amtszeit bis 2027 zur Präsidentin der International Association of Mathematical Physics gewählt.

## Forschungsschwerpunkte
Rejzner forscht auf dem Gebiet der Mathematischen Physik an den mathematischen Aspekten der Quantenfeldtheorie (QFT), mit besonderem Fokus auf dem Verständnis der Wechselwirkungen von Quantentheorie und Gravitation.
Insbesondere bearbeitet sie Probleme unter Einbezug von QFT und gekrümmter Raumzeit. Sie verwendet dabei ein von Romeo Brunetti, Klaus Fredenhagen und Rainer Verch vorgeschlagenes lokal kovariantes Setting. Dieses kann auch erweitert werden, um effektive Quantengravitationsmodelle einzuschließen. Sie beschäftigt sich auch mit abstrakten algebraischen und analytischen Strukturen, die in der Renormierung auftreten.

## Auszeichnungen und Ehrungen
- 2020: Beate Naroska Junior Guest Professorship der Universität Hamburg[10]

## Publikationen (Auswahl)

### Buch
- Kasia Rejzner: Perturbative Algebraic Quantum Field Theory: An Introduction for Mathematicians (= Mathematical Physics Studies). 1st ed. 2016. Springer International Publishing : Imprint: Springer, Cham 2016, ISBN 978-3-319-25901-7.

### Artikel
- Klaus Fredenhagen, Katarzyna Rejzner: Batalin-Vilkovisky Formalism in Perturbative Algebraic Quantum Field Theory. In: Communications in Mathematical Physics. Band 317, Nr. 3, Februar 2013, ISSN 0010-3616, S. 697–725, doi:10.1007/s00220-012-1601-1.
- Kasia Rejzner: Locality and causality in perturbative algebraic quantum field theory. In: Journal of Mathematical Physics. Band 60, Nr. 12, 1. Dezember 2019, ISSN 0022-2488, doi:10.1063/1.5111967.
- Kasia Rejzner, Michele Schiavina: Asymptotic Symmetries in the BV-BFV Formalism. In: Communications in Mathematical Physics. Band 385, Nr. 2, 1. Juli 2021, ISSN 1432-0916, S. 1083–1132, doi:10.1007/s00220-021-04061-7.
- James D. Fraser, Kasia Rejzner: Perturbative expansions and the foundations of quantum field theory. In: The European Physical Journal H. Band 49, Nr. 10, Mai 2024, ISSN 2102-6459, doi:10.1140/epjh/s13129-024-00075-6.